# Niels Viggo Bentzon
Niels Viggo Bentzon (Copenhague, 24 de agosto de 1919 – Copenhague, 25 de abril de 2000) fue un compositor y pianista danés.
Bentzon desciende de Johan Ernst Hartmann y es bisnieto de J. P. E. Hartmann. De 1938 a 1942, estudió en la Real Academia Danesa de Música en Copenhague bajo Knud Jeppesen y Christian Christiansen. Luego enseñó en la Academia Real de Música de Aarhus (1945-50) y en La Real Academia Danesa (1950-88). Sus composiciones comprenden 664 números de opus, incluyendo 24 sinfonías, óperas, ballets, conciertos, cuartetos de cuerda, y muchas obras para piano. Sin duda, las más significativas son las 14 colecciones individuales de 24 preludios y fugas, conocidos colectivamente como "El piano temperado", que representa un ejemplo del siglo XX de música compuesta en todas las tonalidades mayores y menores.